# Er liebt mich, er liebt mich nicht – Toujours l’amour
Er liebt mich, er liebt mich nicht – Toujours l’amour (Originaltitel: Tu veux ou tu veux pas) ist eine französische Filmkomödie aus dem Jahr 2014. Tonie Marshall war sowohl die Regisseurin als auch für das Drehbuch und die Produktion mitverantwortlich. Die Hauptdarsteller des Filmes sind Sophie Marceau und Patrick Bruel.

## Handlung
Als Judith ihren Job wegen sexueller Kontakte zu mehreren Klienten verliert, kehrt sie nach drei Jahren nach Paris zurück und zieht vorübergehend zu ihrem Onkel Michel. Auf der Suche nach einer neuen Arbeitsstelle begegnet sie Lambert, einem ehemaligen Piloten, der mit seiner Kollegin Sabine eine Praxis für Paartherapie führt. Da Sabine die Praxis kurzfristig wegen eines familiären Notfalls für einige Zeit verlassen muss, soll sich Lambert auf die Suche nach einer Studentin machen, die ihn in seiner Arbeit unterstützt. Trotz zweifelhafter Qualifikationen stellt Lambert die zufällig aufgetauchte attraktive Judith als Assistentin ein. Judith nimmt an den Therapiegesprächen mit Lamberts Klienten teil und richtet ihre Aufmerksamkeit vor allem auf den sexuellen Aspekt der jeweiligen Paarbeziehungen.
Obwohl Lambert sich zur verführerischen Judith von Anfang an hingezogen fühlt, verschließt er sich einer sexuellen Beziehung, da er im elften Monat seiner Abstinenzphase als ehemaliger Sexsüchtiger ist. Bereits nach wenigen Tagen kommt es nach einem Lokalbesuch zu einem Kuss zwischen Judith und Lambert, doch Lambert zieht es vor, ihre Beziehung auf beruflicher Ebene zu belassen. Trotz sexueller Spannungen arbeiten Judith und Lambert weiterhin zusammen und lernen einander dabei näher kennen. Als Judith mit Lamberts Freund Bruno ausgehen möchte, empfindet Lambert Eifersucht.
Lambert und Judith fahren zu einem Therapeutenkongress, auf dem sie zusammen einen Vortrag halten, bei dem sie in Streit geraten. Lambert gibt zu, dass er wusste, dass Judith keine therapeutische Ausbildung besitzt und sie nur aufgrund ihrer Attraktivität eingestellt hat. Judith verlässt den Kongress, während Lambert den Abend in einem Club verbringt, sich betrinkt und in seine Sexsucht zurückfällt.
Judith erkennt, dass sie sich mittlerweile in Lambert verliebt hat, und überrascht ihn in seiner Wohnung, wo er sich mit seiner Bekannten Daphné aufhält. Erneut kommt es zu einem Streitgespräch zwischen Judith und Lambert.
Judith sucht nach Lambert und schleicht sich in dessen Sexsüchtigen-Selbsthilfegruppe ein. Sowohl Judith als auch Lambert sprechen vor der versammelten Gruppe ehrlich über ihre Gefühle. Judith erfährt auf diesem Weg zum ersten Mal von Lamberts Sexabstinenz. Nun im Klaren darüber, was sie für einander empfinden, verlassen sie das Gruppentreffen und landen zusammen im Bett.

## Produktion
Die Grundidee des Filmes hatte Tonie Marshall ursprünglich für eine TV-Serie von 26 Minuten entwickelt. Das Serienkonzept wurde verworfen und stattdessen in eine Filmversion übertragen.
Der französische Originaltitel des Filmes findet sich in einem der Filmsongs, Tu veux ou tu veux pas, gesungen von Valérie Belinga, wieder. Einen Gastauftritt im Film als Passantin hatte die 92-jährige Schauspielerin Micheline Presle, ihr bisher letzter Film.
Die Vorpremiere des Films fand am 22. August 2014 zur Eröffnung des Festival du film francophone d’Angoulême statt. Der Trailer zum Film wurde in Frankreich ebenfalls im August 2014 präsentiert, der Kinostart folgte am 1. Oktober 2014.
Auf dem deutschsprachigen Markt wurde der Film als DVD und Blu-ray durch Concorde Home Entertainment am 9. April 2015 veröffentlicht.

## Synchronisation
| Rolle           | Darsteller     | Deutsche Synchronstimme |
| --------------- | -------------- | ----------------------- |
| Judith Chabrier | Sophie Marceau | Irina Wanka             |
| Benjamin        | Benoît Moret   | Julian Manuel           |
| Fabienne Lavial | Claude Perron  | Tatjana Pokorny         |

## Kritik
Die Beurteilungen des Filmes fallen sowohl im französisch-, deutsch- und englischsprachigen Raum mittelmäßig aus. Als Lichtblick wird in den meisten Fällen Marceaus charmantes Auftreten genannt.

„Die frivole Komödie glänzt natürlich vor allem durch die überzeugende und betont unverschämte Darstellung der Judith durch Sophie Marceau, die sich nach Ausflügen ins ernste Fach und auch eine eigene Regiearbeit wieder auf ihr eigentliches Metier besinnt. Dass dazwischen gute dreißig Jahre liegen, merkt man der gut gebauten und immer kokett gekleideten Schauspielerin kein bisschen an, während Patrick Bruel da schon eine viele schlechtere Figur abgibt.“